# 이장 (영화)
《이장》은 2020년에 개봉한 대한민국의 영화이다.

## 캐스팅
- 장리우 : 혜영 역
- 이선희 : 금옥 역
- 공민정 : 금희 역
- 윤금선아 : 혜연 역
- 곽민규 : 승락 역
- 강민준  : 동민 역
- 송희준 : 윤화 역
- 유순웅 : 관택 역
- 강선숙 : 옥남 역
- 최이슬 : 매표소 직원 역
- 황수진 : 속옷가게 직원 역
- 정우진 : 미용실 어린이 역
- 하은애 : 내연녀 역
- 홍민규 : 어린 승락 역
- 김민경 : 묘지관리소 직원 역
- 전재형 : 승락 스탠드인 역
- 조혜경 : 혜영 스탠드인 역
- 윤부진 : 팀장 역 (우정출연)
- 박윤석 : 금옥남편 역 (우정출연)
- 엄태화 : 용삼 역 (우정출연)
- 이영석 : 중년남자 역 (특별출연)
- 임호준 : 이장업체 직원 역 (특별출연)
- 송유현 : 담임선생님 역 (특별출연)

## 같이 보기
- 2020년 대한민국의 영화 목록

## 수상
- 2019년 제20회 전주국제영화제 수상 CGV 아트하우스 - 창작지원상 : 정승오
- 2019년 제45회 서울독립영화제 후보 새로운 선택 - 장편
- 2019년 제56회 금마장 후보 아시아의 창
- 2019년 제35회 바르샤바 국제영화제 수상 경쟁 1-2 작품상, 넷팩상 : 정승오
- 2019년 제18회 뉴욕 아시아 영화제 후보 한국영화
- 2019년 제10회 광주여성영화제 후보 한국장편
- 2019년 제7회 무주산골영화제 후보 상영작 - 창
- 2019년 제14회 파리한국영화제 후보 포트레
- 2019년 제20회 제주여성영화제 후보 그래도 삶은 지속된다
- 2019년 제6회 가톨릭영화제 후보 CaFF 초이스 장편
- 2020년 제40회 한국영화평론가협회상 수상 신인남우상 : 곽민규
- 2020년 제18회 피렌체 한국영화제 후보 상영작